# Mitchell Trubisky
Mitchell Trubisky (* 20. August 1994 in Mentor, Ohio) ist ein US-amerikanischer American-Football-Spieler auf der Position des Quarterbacks. Er spielt zurzeit für die Buffalo Bills in der National Football League (NFL). Trubisky wurde im NFL Draft 2017 als 2. Spieler von den Chicago Bears ausgewählt.

## Frühe Jahre
Trubisky besuchte die Highschool in Mentor, Ohio, und spielte dort von 2010 bis 2013 für das Footballteam der Schule. Er schaffte in den ersten zwei Jahren 5.063 geworfene Yards für 50 Touchdowns. In seinen Junior- und Senior-Jahren 2012 und 2013 kam er auf insgesamt 6.797 Yards und 72 Touchdowns.

## College
Von 2014 bis 2016 besuchte Trubisky die University of North Carolina at Chapel Hill und spielte dort für UNC Tar Heels in der Atlantic Coast Conference.

### Statistik
| Jahr   | Team   | Comp-Att | Comp% | Yards | TD | INT | QB Rtg |
| ------ | ------ | -------- | ----- | ----- | -- | --- | ------ |
| 2014   | UNC    | 42-78    | 53,8  | 459   | 5  | 4   | 114,2  |
| 2015   | UNC    | 40-47    | 85,1  | 555   | 6  | 0   | 226,4  |
| 2016   | UNC    | 304-447  | 68,0  | 3.748 | 30 | 6   | 157,9  |
| Gesamt | Gesamt | 386-572  | 67,5  | 4.762 | 41 | 10  | 157,6  |

Quelle: sports-reference.com

## NFL
Trubisky wurde im NFL Draft 2017 überraschend früh, in der 1. Runde als 2. Spieler überhaupt, von den Chicago Bears ausgewählt. Die Bears tauschten für Trubisky Picks in einem kontrovers diskutierten Trade mit den San Francisco 49ers. Um an 2. Stelle auswählen zu können, gaben die Bears ihre Picks an 3., 67. und 111. Stelle für den NFL Draft 2017 und einen Pick der 3. Runde im NFL Draft 2018 an die 49ers ab.
Vor der Saison 2017 wurde Mike Glennon von den Bears als Start-Quarterback verpflichtet. Trubisky sollte in seiner Rookie-Saison als Backup agieren. Diese Entscheidung wurde, auch mit Blick auf den Einsatz, den die Bears im NFL Draft für Trubisky brachten, bereits in der Vorbereitung zur Saison ebenfalls kontrovers diskutiert und bekam mit einem guten Preseason-Debüt und einem katastrophalen Start von Glennon neue Brisanz.
Am 5. Spieltag der Saison startete Trubisky erstmals in der NFL. Am Ende der Saison stand eine 4:8-Bilanz bei 12 Starts zu Buche, dazu sieben Touchdownpässe und sieben Interceptions. Mehr als seine 248 Laufyards hatte kein Bears-Quarterback seit 2013 erreicht.
Nach diversen Veränderungen im Trainerstab und in der Offensive des Teams, die nun mehr und mehr auf Trubisky zugeschnitten wurde, erfolgte zunächst ein durchwachsener Start, bevor ihm in Woche 4 beim 48:10-Sieg gegen die Tampa Bay Buccaneers ein herausragendes und rekordverdächtiges Spiel gelang. 19 von 26 Pässe für 354 Yards, sechs Touchdowns (davon allein fünf in der ersten Spielhälfte) und ein nahezu perfektes Quarterback Rating von 154,6 (der höchste erreichbare Wert ist 158,3) trugen dazu bei, dass er zum FedEx Air Player of the Week gewählt wurde. Nach erneut starker Vorstellung in Woche 10 erhielt er die Auszeichnung zum NFC Offensive Player of the Week. In Woche 16 beim Sieg über die San Francisco 49ers brachte er 86,2 % (25 von 29) seiner  Pässe an den Mann, die höchste Quote eines Bears-Quarterbacks seit 1950 (bei mindestens 20 geworfenen Pässen).
Erstmals seit 2010 konnten die Bears wieder ihre Division gewinnen und damit in die Play-offs einziehen. Trotz guter Vorstellung Trubiskys (mit 26 angebrachten Pässen für 303 Yards Raumgewinn stellte er einen neuen Franchise-Rekord für Post-Season-Spiele auf) verlor man knapp mit 16:15, da Kicker Cody Parkey 10 Sekunden vor Schluss den Field-Goal-Versuch nicht erfolgreich verwandeln konnte. Am Ende der Saison wurde er erstmals für den Pro Bowl nominiert.
Am 18. März 2021 unterschrieb Trubisky einen Einjahresvertrag bei den Buffalo Bills.
Nach dem Auslaufen seines Vertrages unterschrieb er am 17. März 2022 einen Zweijahresvertrag über 14,25 Millionen US-Dollar, welcher mögliche Bonuszahlungen bis zu 27 Millionen US-Dollar enthielt, mit den Pittsburgh Steelers. Trubisky ging als Starter der Steelers in die Saison 2022, wurde aber aus Leistungsgründen am vierten Spieltag zur Halbzeit durch Rookie Kenny Pickett ersetzt. Im weiteren Saisonverlauf kam Trubisky in drei Spielen als Ersatz für Pickett zum Einsatz, wenn dieser verletzt war. Im Mai 2023 einigte Trubisky sich mit den Steelers auf einen neuen Dreijahresvertrag im Wert von bis zu 19,4 Millionen US-Dollar. Am 12. Februar 2024 wurde Trubisky von den Steelers entlassen, nachdem er bei fünf Einsätzen in der Saison 2023 nicht hatte überzeugen können.
Am 7. März 2024 kehrte Trubisky zu den Buffalo Bills zurück und unterschrieb einen Zweijahresvertrag.